# Kana Osafuneová
Kana Osafuneová (japonsky 長船 加奈, * 16. října 1989 Ósaka) je japonská fotbalistka.

## Reprezentační kariéra
Za japonskou reprezentaci v letech 2010 až 2015 odehrála 15 reprezentačních utkání.

## Statistiky
| Japonsko | Japonsko | Japonsko |
| Roky     | Záp.     | Góly     |
| -------- | -------- | -------- |
| 2010     | 3        | 0        |
| 2011     | 0        | 0        |
| 2012     | 1        | 0        |
| 2013     | 4        | 0        |
| 2014     | 6        | 2        |
| 2015     | 1        | 0        |
| Celkem   | 15       | 2        |